# 芬蘭正教會
芬蘭正教會（芬蘭語：Suomen ortodoksinen kirkko），是東正教的一個自治教會，隸屬於君士坦丁堡牧首。和芬蘭福音信義會是芬蘭兩個國教會之一。
芬蘭正教的歷史源於中世紀諾夫哥羅德共和國時期在卡累利阿的傳教活動，直到1923年它仍然隸屬於俄羅斯正教會。目前有三個教區，59,000名信徒（佔全國人口1.1%），集中在首都赫爾辛基。

## 歷史

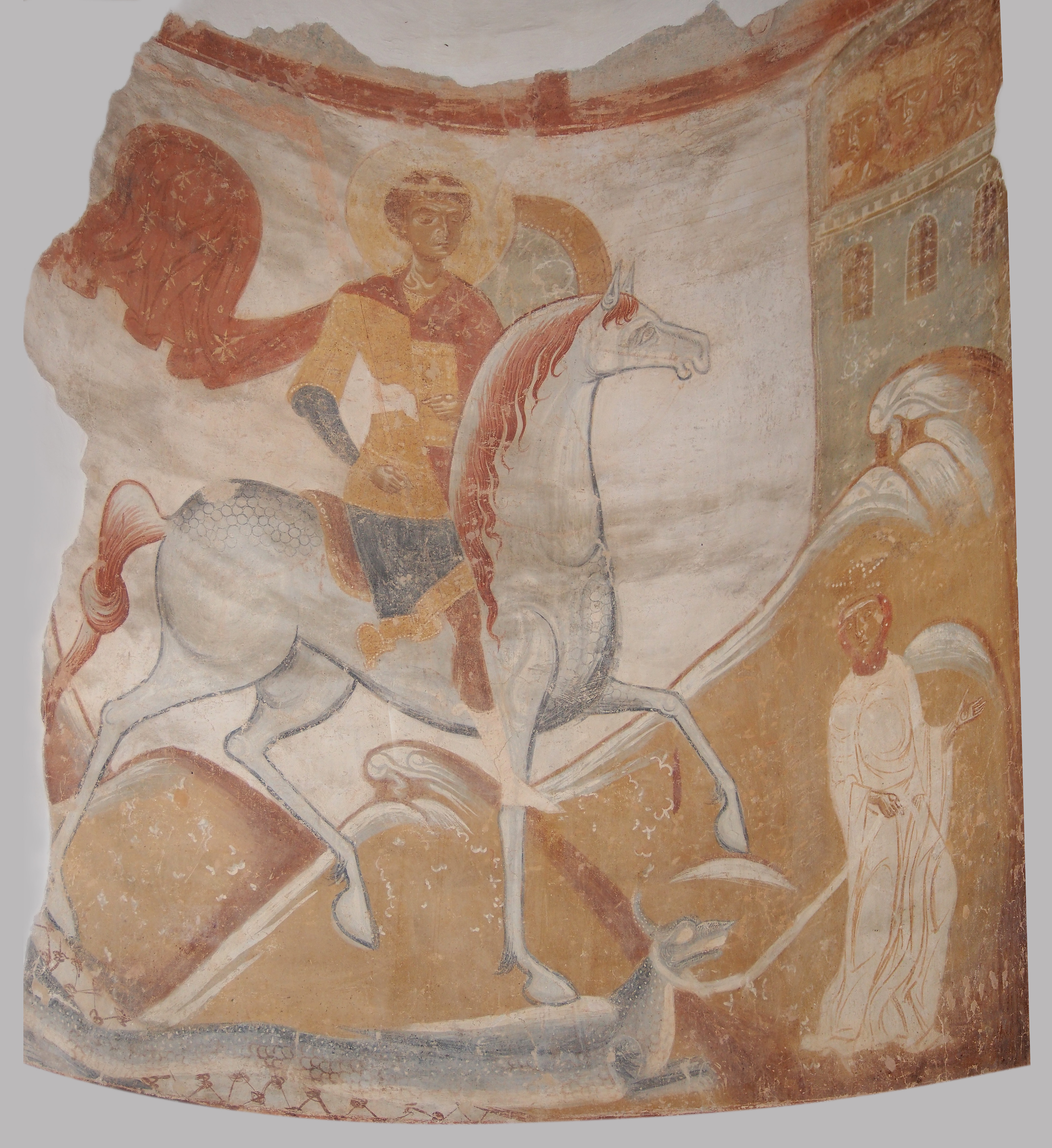
卡累利阿人早期基督教藝術：舊拉多加聖喬治教堂的濕壁畫（1167）

基督教最晚在12世紀初由西方（公教）和東方（正教）傳入芬蘭。在芬蘭出土了一些最古老可以追溯至12世紀初的十字架，形式與諾夫哥羅德和基輔的相似。正教的堂區最西可抵達芬蘭中部、塔瓦斯蒂人聚居的塔瓦斯蒂亞。
芬蘭語中一些基督教用語中的核心概念被認為是由古俄語而來，而後者又承襲自中古希臘語。當中的例子有司鐸（pappi）, 十字架（risti）和聖經（raamattu）。但是這個假設仍存爭議。

### 公教和正教的衝突
十三世紀中期兩個擴張中、同時代表兩種不同基督信仰的的國家—瑞典和諾夫哥羅德共和國—爆發了不可避免的衝突。東方和西方的統治範圍在1323年簽訂的《内特堡和约》被確定下來。卡累利阿被明確劃入諾夫哥羅德和正教的領土。

### 卡累利阿的修道院

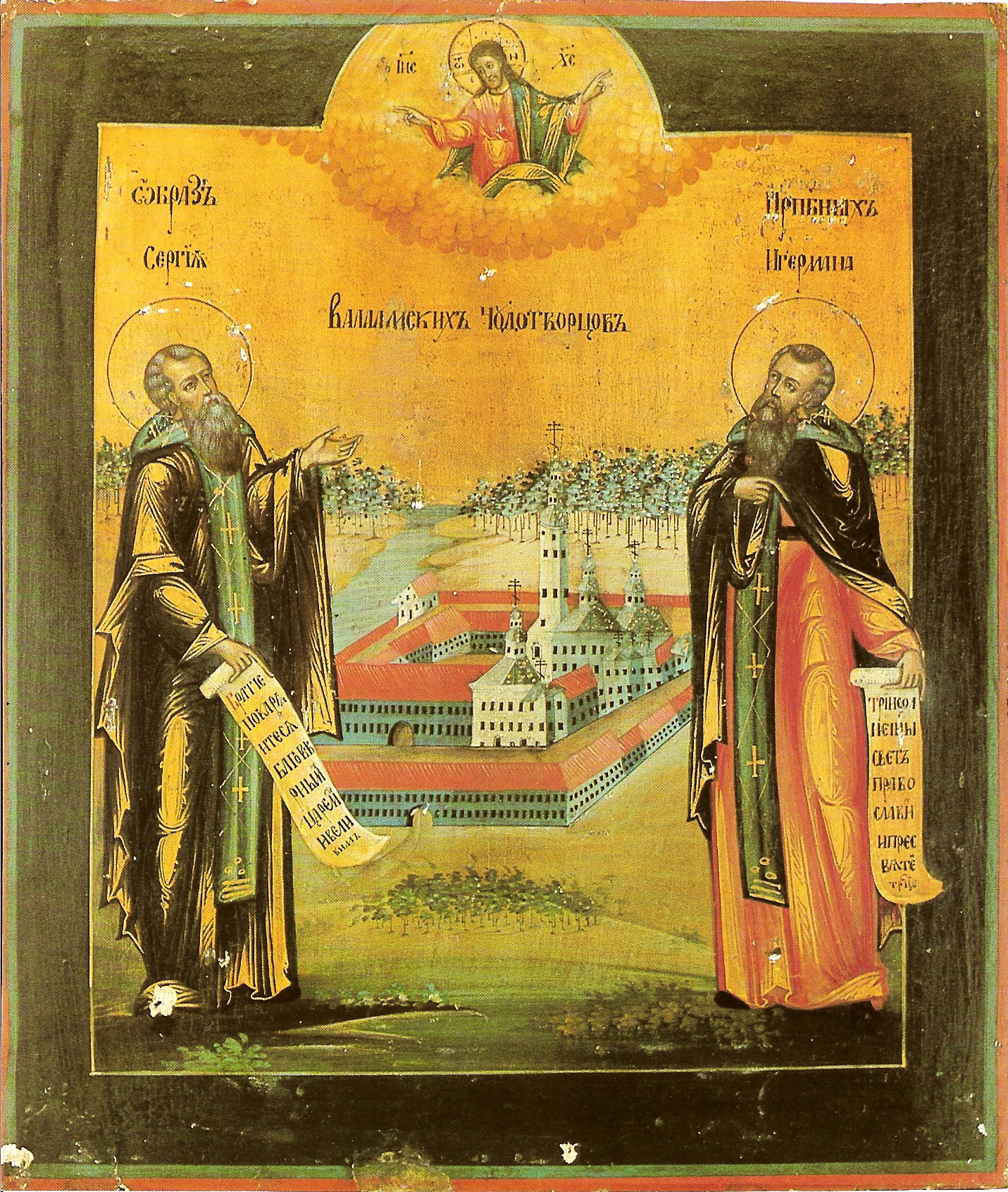
繪有聖謝爾蓋和聖赫爾曼及瓦拉姆修道院大教堂的聖像畫，19世紀

傳教工作大部份由突然出現於卡累利阿荒郊野外的修道院負責。在拉多加湖的島上有兩座數百年以後赫赫有名的修道院：瓦拉姆修道院及科涅韦茨修道院。
在卡累利阿和芬蘭的森林中也生活著靈性豐富的隱士。在隱士的精舍周圍，其他在信仰上奮戰的人也隨之定居。新修道院就這樣建立起來了。其中一個最主要的例子，有斯維里的聖亞歷山大（1449–1533）。他原來是個卡累利阿人，在瓦拉姆修道院修行了十三年，但後來離開了，結果他在斯維里河畔建了一所修道院。

### 瑞典的鎮壓

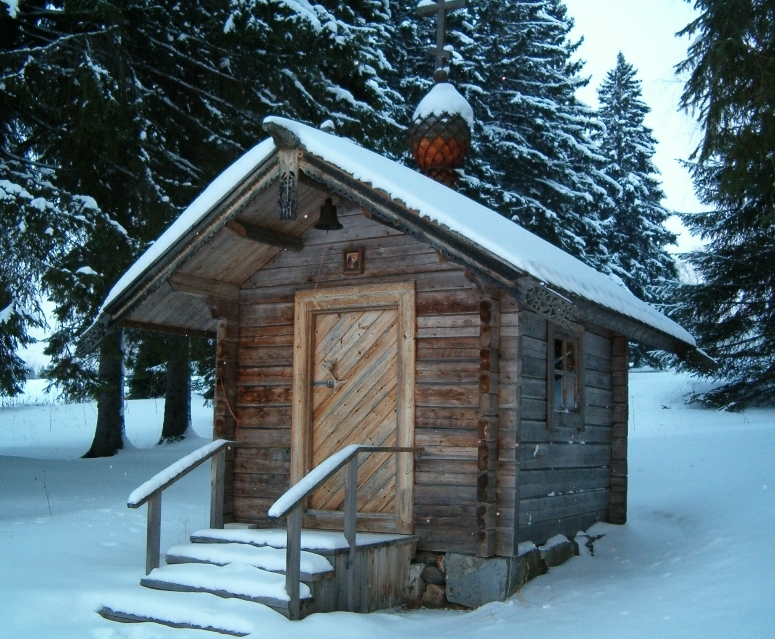
瓦拉莫修道院內以傳統卡累利阿風格與建的小堂（tsasouna）

17世紀，宗教狂熱盛行，新興的新教國家對公教和正教國家發動宗教戰爭。瑞典在這時候興起，朝南方和東方擴張。在卡累利阿瑞典軍隊把瓦拉姆和科涅韦茨修道院夷為平地。沒有逃跑的僧侶都被殺害。很多農民也落得如此命運。1617年俄瑞兩國簽訂了《斯托尔博沃和约》。瑞典從俄國手中獲得了英格里亞、愛沙尼亞和拉脫維亞。
卡累利阿人並不認為自己是芬蘭人，反而認同自己是俄羅斯人。他們稱芬蘭人為，亦即芬蘭人對瑞典人的稱呼。
作為瑞典國教的信義宗試圖讓正教群體改宗。他們被禁止從俄國輸入司鐸，意圖使他們長遠不會再有司鐸獻祭。瑞典的大學只會教授信義宗神學，而信義宗的書籍被翻譯成斯拉夫語，強制正教徒閱讀。由於信義宗是當時瑞典獨一的合法宗教，正教徒的生活大受影響。三分之二的正教徒逃亡到俄羅斯，而不願意在瑞典的壓迫下度日。他們後來成為日後的特維爾卡累利阿人。瑞典政府則鼓勵信奉信義宗的芬蘭人佔據卡累利阿荒廢的農地。由於信徒大量逃亡，正教從此就不再是芬蘭任何一個地區的主要宗教。但在芬蘭東部和卡累利阿的偏遠地區，例如伊洛曼齊，正教信仰仍然保存較好。

### 與俄羅斯正教會合一
瑞典擴張的時期在兩場戰爭中到了盡頭：瑞典在大北方戰爭後，與俄國締結了《尼斯塔德和約》（1721）。在1743年又為結束俄瑞战争而簽訂的《奧布和約》，喪失了整個波羅的海東岸的領土，以及芬蘭東部。
1719年，瓦拉姆修道院在拉多加湖畔重建起來，新的大教堂被祝聖。最晚在1716年僧侶又回到了科涅韦茨修道院。沙俄自然支持自己所奉行多個世紀的宗教的活動。歷任沙皇資助重建被毀的正教教堂。由於朝聖活動被信徒視為一項重要活動，芬蘭東部的正教信徒到索羅維斯基修道院和亞歷山大斯維爾斯基修道院進行朝聖活動的習慣再一次得以恢復。
在1666至1667年反對尼康牧首改革的舊禮儀派被教會當局查禁，信徒流散到俄國邊疆地區。一些也到達了芬蘭的邊遠地區，並建立了三所小修道院。可是修道院在約一百年後已停止活動。

### 自治大公國

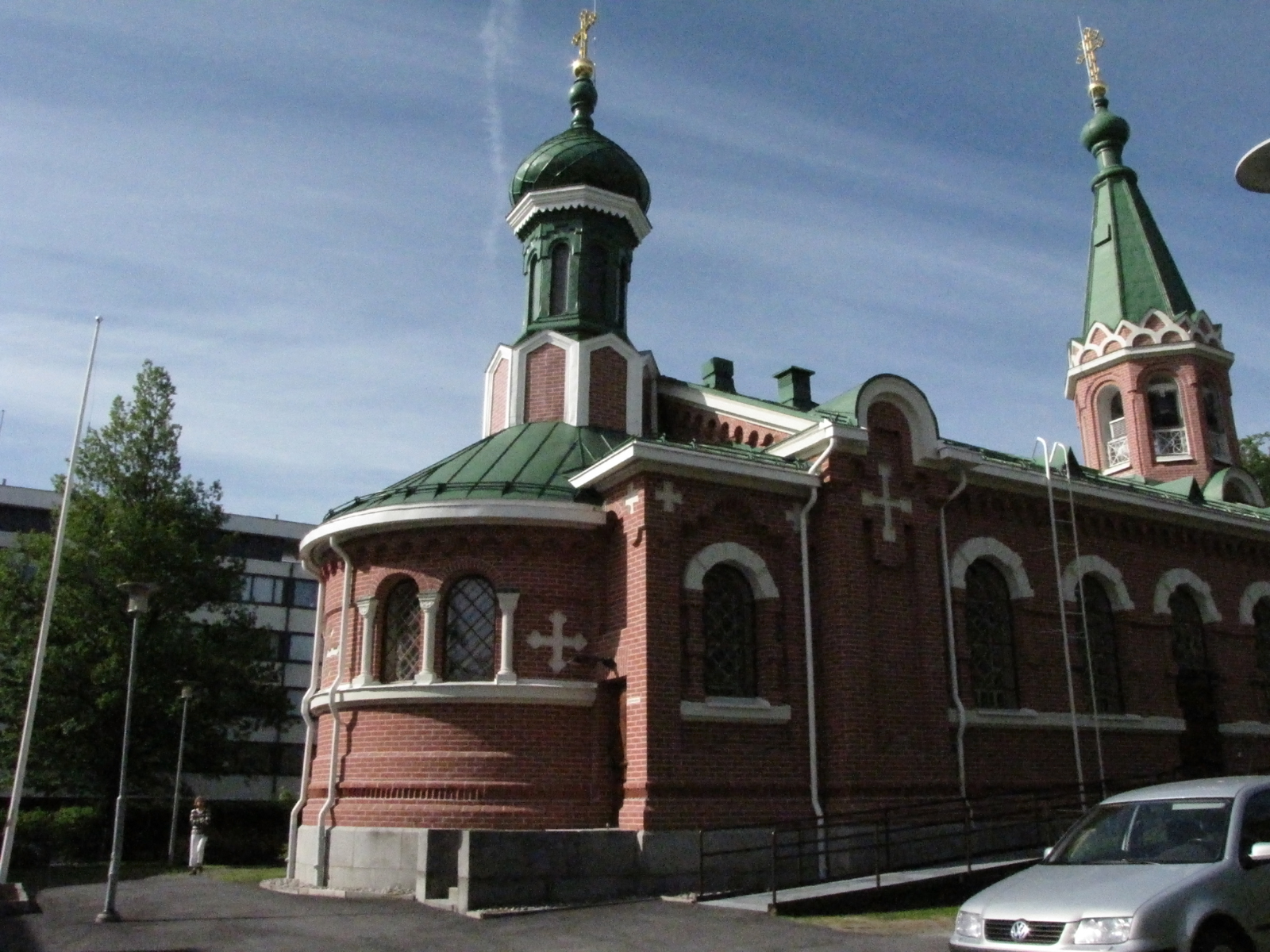
庫奧皮奧的聖尼古拉主教座堂

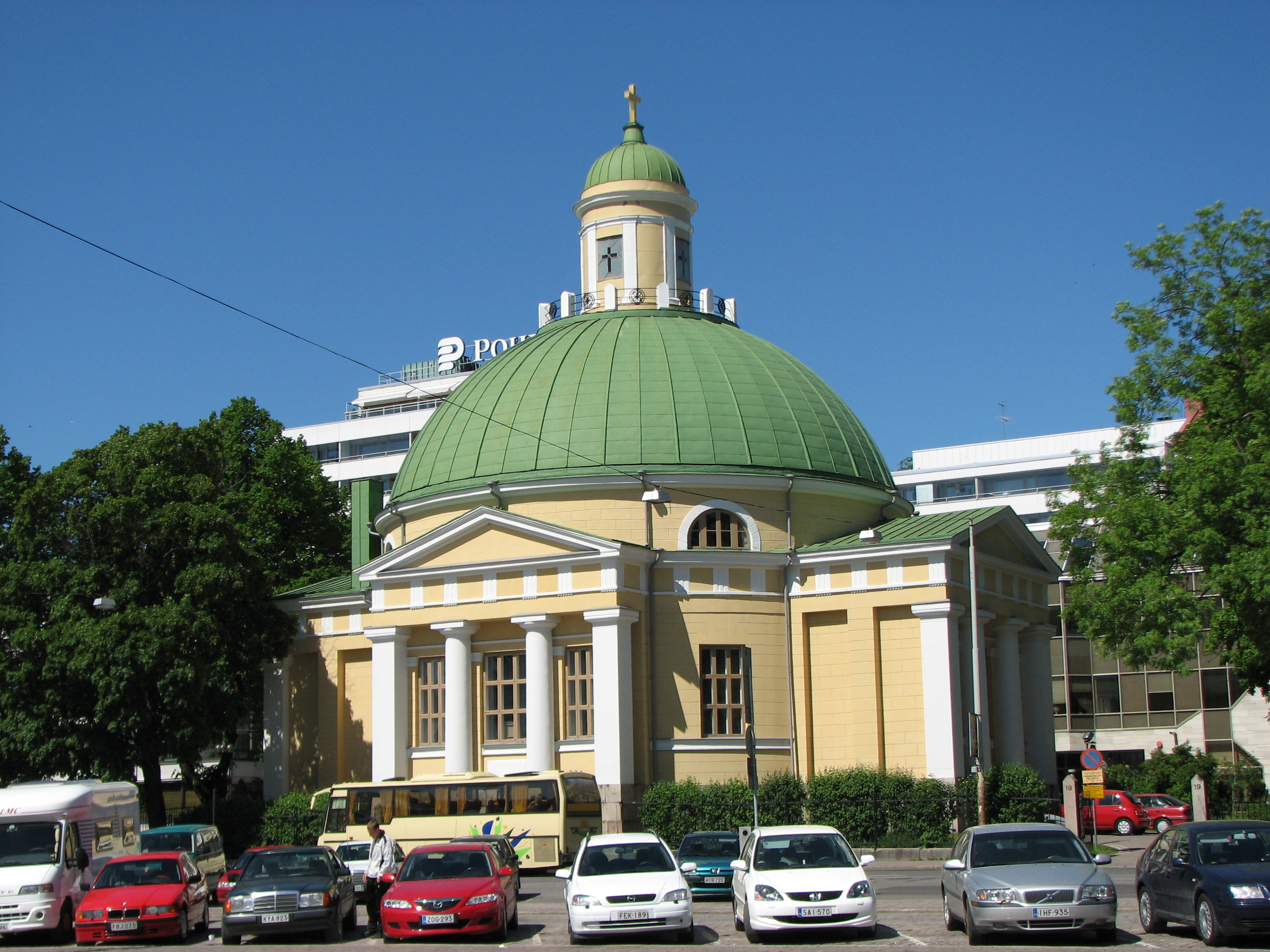
1845年9月2日祝聖的圖爾庫圖爾庫東正教堂

當芬蘭在1809年成為俄羅斯帝國的一個自治大公國時，那裡已經有一個穩固的信義會。正教會亦獲得承認。舊的瑞典憲法被芬蘭人視為大公國的憲法。但當中君主須為新教徒的規定被信奉正教的沙皇所忽視。
19世紀末沙俄試圖收回芬蘭的自治權，信奉信義宗的芬蘭人則把正教會與沙俄統治聯繫起來，稱它為「俄國教會」（ryssän kirkko）。兩個教會的文化差距仍然明顯。
在正教信仰沒有生根的地方，包括赫爾辛基、坦佩雷、維堡等城鎮和卡累利阿地峽，由於正教徒多數是沙俄軍人，此種聯想更為明顯。基本上卡累利阿以外的宗教活動都是以軍中教堂為中心的。還有俄國來的移民，多數是商人或工匠。他們認同說瑞典語的資產階級，因此產了說瑞典語的正教教會。
19世紀也是一個興建教堂的高峰期，當中最重的是赫爾辛基的聖母安息主教座堂。軍營中的士兵和新移民都需要新的正教教堂。這類教堂以坦佩雷和圖爾庫的教堂為典型。
在卡累利阿的郊區，當地的正教信仰比較原始，融合了很多昔日信仰實踐的特徵。正教人口的文化水平亦偏低。1900年估計，芬蘭東部15歲以上的人口中，32%是文盲。他們除了外部形式以外，對信仰的認識不多。司鐸一般是俄國人，很少懂得芬蘭語。而且由於卡累利阿土地並不肥沃，未能吸引最好的司鐸。當時的教會用語是教會斯拉夫語。俄羅斯能夠明白宗教禮儀中的一些部份，但芬蘭人是聽不懂這種語言的。
1892年一個隸屬俄羅斯正教會的教區成立。首任大主教為安多尼，駐於維堡。

### 獨立以後
在1917年，芬蘭脫離俄國獨立以後不久，芬蘭的正教會宣佈自俄國教會自治。在1919年頒布的第一部憲法中，正教被賦予與信義會同等的地位。
1923年，芬蘭教會完全脫離俄羅斯正教會，改為隸屬於君士坦丁堡牧首，成為一個自治教會，同時改為為採用格里曆。其他改革包括教會用語從教會斯拉夫語改為芬蘭語，教座亦由維堡遷至索爾塔瓦拉。

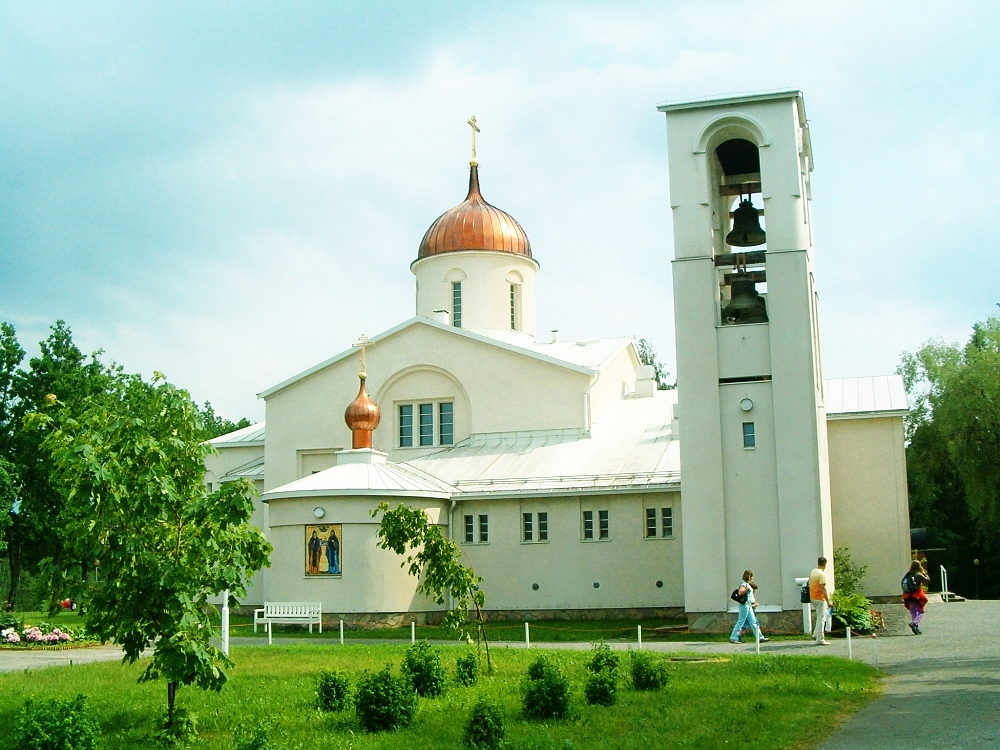
今日的瓦拉莫修道院（新瓦拉姆修道院）

二次大戰前，芬蘭大部份正教徒居住於卡累利阿。由於戰爭的緣故，被劃入蘇聯地區的居民被遷至國內其他地區。1940年瓦拉姆修道院關閉，並在1941年在芬蘭邊界內重開。稍後，被劃入蘇聯範圍內的卡累利阿和佩琴加地區的修道者也遷至新瓦拉姆修道院（瓦拉莫修道院）去。位於卡累利阿地峽基文納帕的林圖拉女修院的修女也被遷出，並於1946年重建。
1950年代新的教堂落成，新的堂區網絡也建立起來。在維堡和索爾塔瓦拉被蘇聯佔領以後，大主教教座遷至庫奧皮奧，而維堡的主教教座遷至赫爾辛基。1979年成立了第三個教區——奧盧教區。
二次大戰後，由於卡累利阿人離鄉背井，流散於以信義宗為主的芬蘭，芬蘭正教徒人數逐漸下降。混合婚姻日益普遍，所生育的孩子通常以主流的方式受洗。但1970年代以來，突然出現了一股「浪漫主義」運動，對正教會表示肯定，尤其是正教當中的神秘主義、禮儀中的視覺之美、聖像和比估義宗對基督信仰有更為深邃的看法。因此，正如公教在英格蘭的情況一樣，歸宗於正教近乎成為一種風尚，信眾人數亦開始增加。
同時卡累利阿和全芬蘭大主教保祿推行禮儀改革，給予平信徒在禮儀中有更大的參與，使禮儀公開化（過去禮儀中有一段時間司祭在帷幕內舉行禮儀）和更為可見。他也強調信友經常參與聖餐的重要性。

## 組織結構

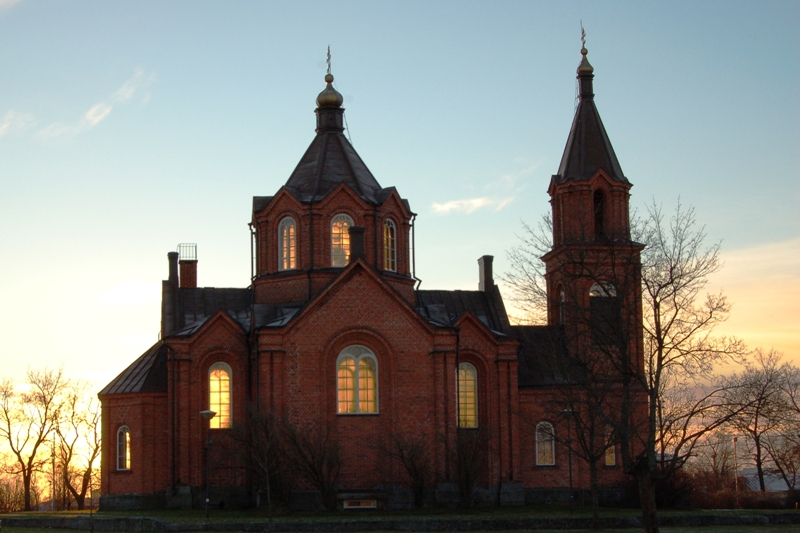
瓦薩聖尼古拉堂（1862）

和芬蘭信義會一樣，芬蘭正教會在芬蘭法律中具有特殊地位。教會在芬蘭是一個公法實體。教會的外部形式由國會法律訂定，而靈性和信理事務則由教会内的中央议会負責。教會有權向信徒咎由信徒開辦的企業徵收稅項。教會1923年隸屬俄國正教會，但此後成為君士坦丁堡牧首之下的自治總教區。

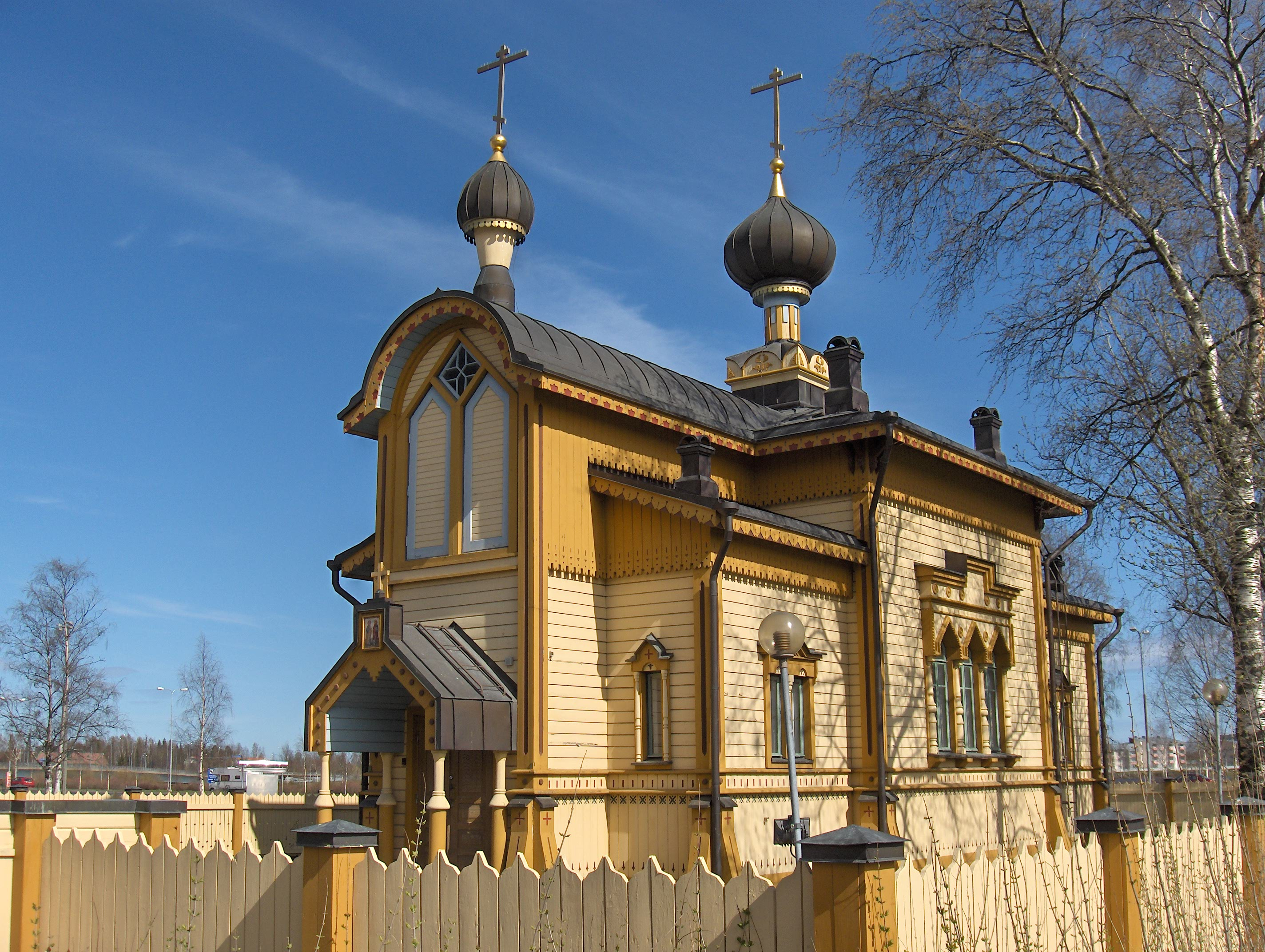
托爾尼奧木造的正教教堂（1884）

芬蘭正教會下分三個教區（hiippakunta），以下為堂區（seurakunta），共有二十一個。有一百四十名司鐸、59,000名信徒。另有男、女修道院各一所。
教會的中央立法機構是中央議會，由各主教和助理主教、十一名司鐸、三名領唱員、十八名男女平信徒組成。司鐸和領唱員按教區為單位，以多數制選舉代表。平信徒代表為間接選舉產生。堂區議會既提名代表，又選舉選出平信徒代的選舉人。主教由中央議會選出，並負責教會財政和信理。
教會的行政機構分別為主教會議和教會管理委員會（kirkollishallitus）：前者負責信理和外務，而後者負責教會的日常管理。
由秘密選舉產生的堂區議會是管治機構。所有符合年齡資格的教友都有選舉和被選舉權。只有60歲以上或者在議會內任職八年以上的人才有免於當選的資格。堂區董事會由堂區議會選出，負責堂區日常事務。
財政方面，教會獨立於國家預算之外。堂區由向教徒徵稅獲得收入，而中央機構則由堂區支持。各堂區上繳金額每一年由中央議會決定。
正教會的特殊地位在其行政程序中至為明顯。教會須遵守一般行政法，其機構所作出的決定可向地區行政法院上訴。可是法院只能對當中的形式合法性進行審議。它不能以不合理為基礎對教會的決定作出裁決。主教會議和中央議會的決定則不受行政法院管轄。相對而言，私法人宗教團體則由地區法院處理。
芬蘭法律保障司祭和懺悔者之間的絕對保密權。主教、司鐸或執事不能透露台解或牧靈工作中的內容。任何情況下都不得透露罪人的身份。但如果司鐸得知即將發生的罪行，他有責任向當局報告，而不會觸犯告解聖事的保密的原則。

## 教區和主教

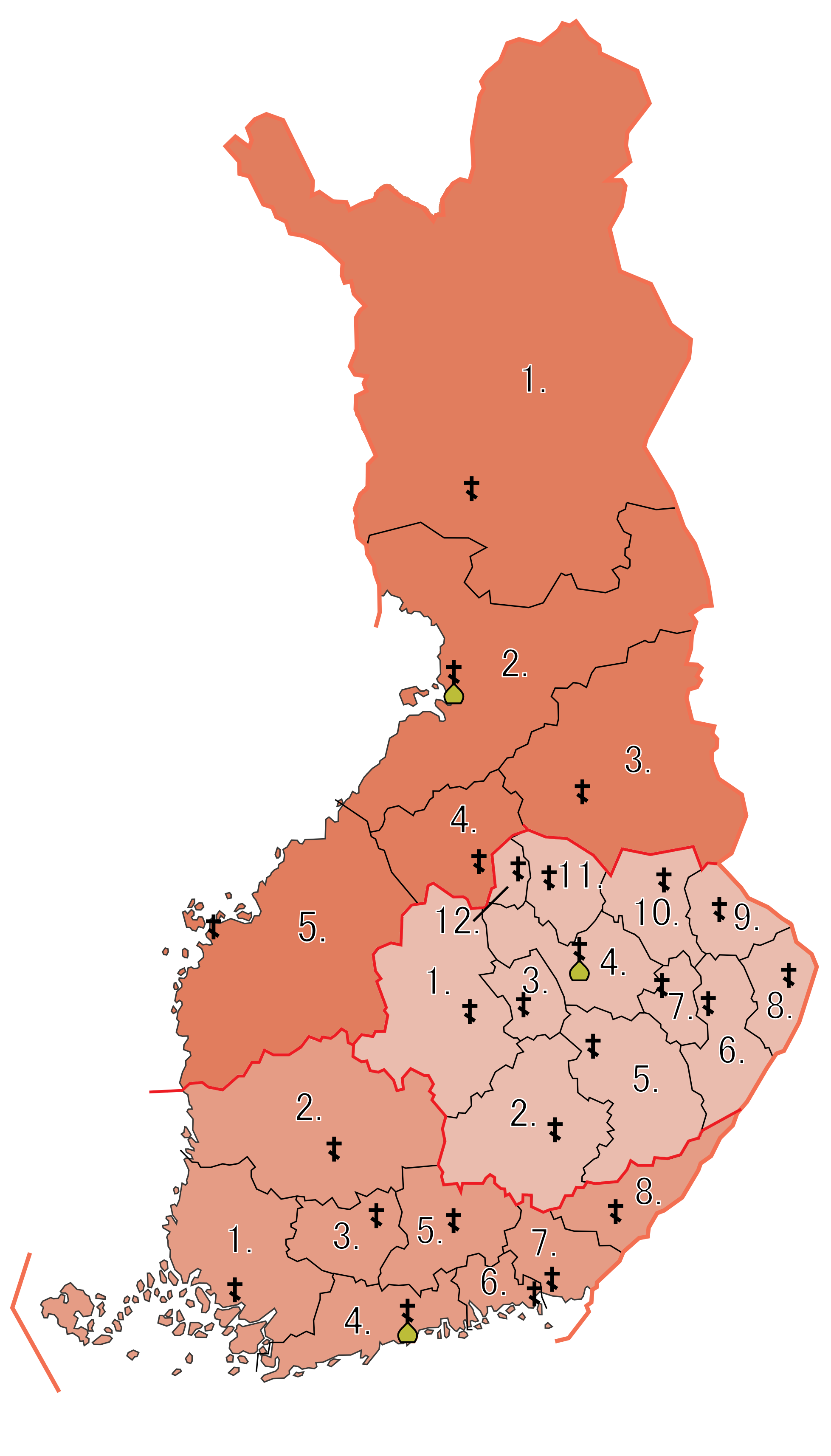
2015年之前芬兰正教会教區和堂區分布图

教会管理委员会决定自2018年起，總主教的教座从库奥皮奥移至赫尔辛基。赫尔辛基教区的主教为總主教，并使用“赫尔辛基和全芬兰總主教”的头衔。總主教的座堂为聖母安息主教座堂。

### 赫爾辛基教區
赫爾辛基教區信眾最多，有超過28,000人。赫爾辛基教區是總主教的教座所在地。教區下分八個堂區、有司鐸五十人。座堂為聖母安息主教座堂。教區以移民信眾較多為特徵，特別是提供俄語、英語、希臘語和羅馬尼亞語禮儀的赫爾辛基堂區。
現任主教是2018年委任的總主教利奥。

### 库奥皮奥和卡累利阿教區
原卡累利阿教區自2018年起改为库奥皮奥和卡累利阿教區，教区主教的教座保留在庫奧皮奧。現任主教为都主教阿爾謝尼。
教區分為十二個堂區、有22,000名信眾、大約四十五名司鐸、超過八十家聖堂或小堂。芬蘭所有的正教修道院都位於本教區。
芬蘭正教會博物館也位於庫奧皮奧。

### 奧盧教區

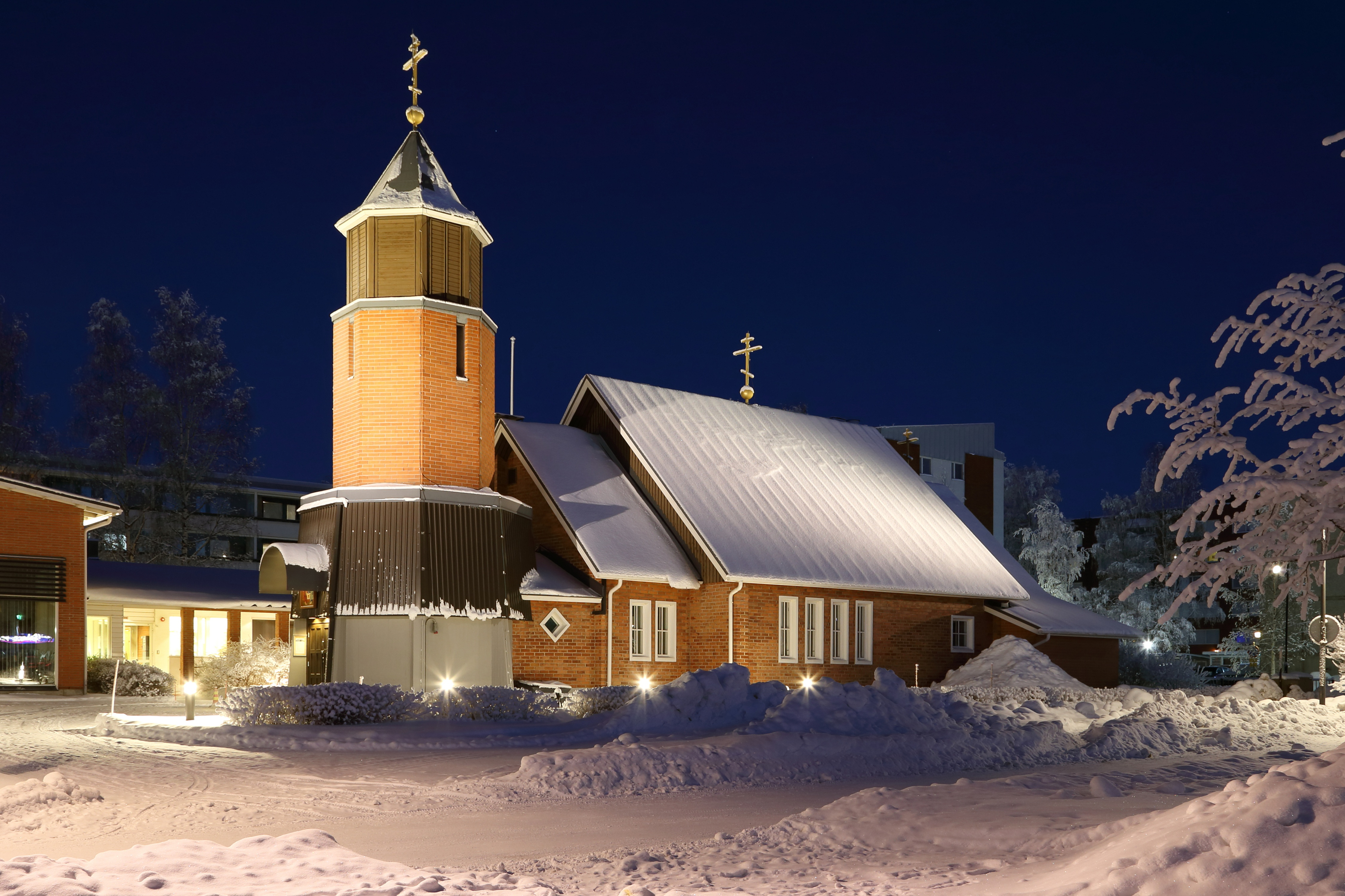
奧盧聖三一主教座堂，1957年落成

奧盧教區最小，只有五個堂區，最大的位於奧盧。傳統上，目前只有四百人、操斯科爾特薩米語的斯科爾特薩米人，是芬蘭拉普蘭最早的正教信徒。他們今日多數生活在伊納里堂區。教區成立於1980年，信眾數目不足一萬。教区的座堂为奧盧聖三一主教座堂。
自2015年起教區主教為埃利亚（Elia）都主教。

## 修道院

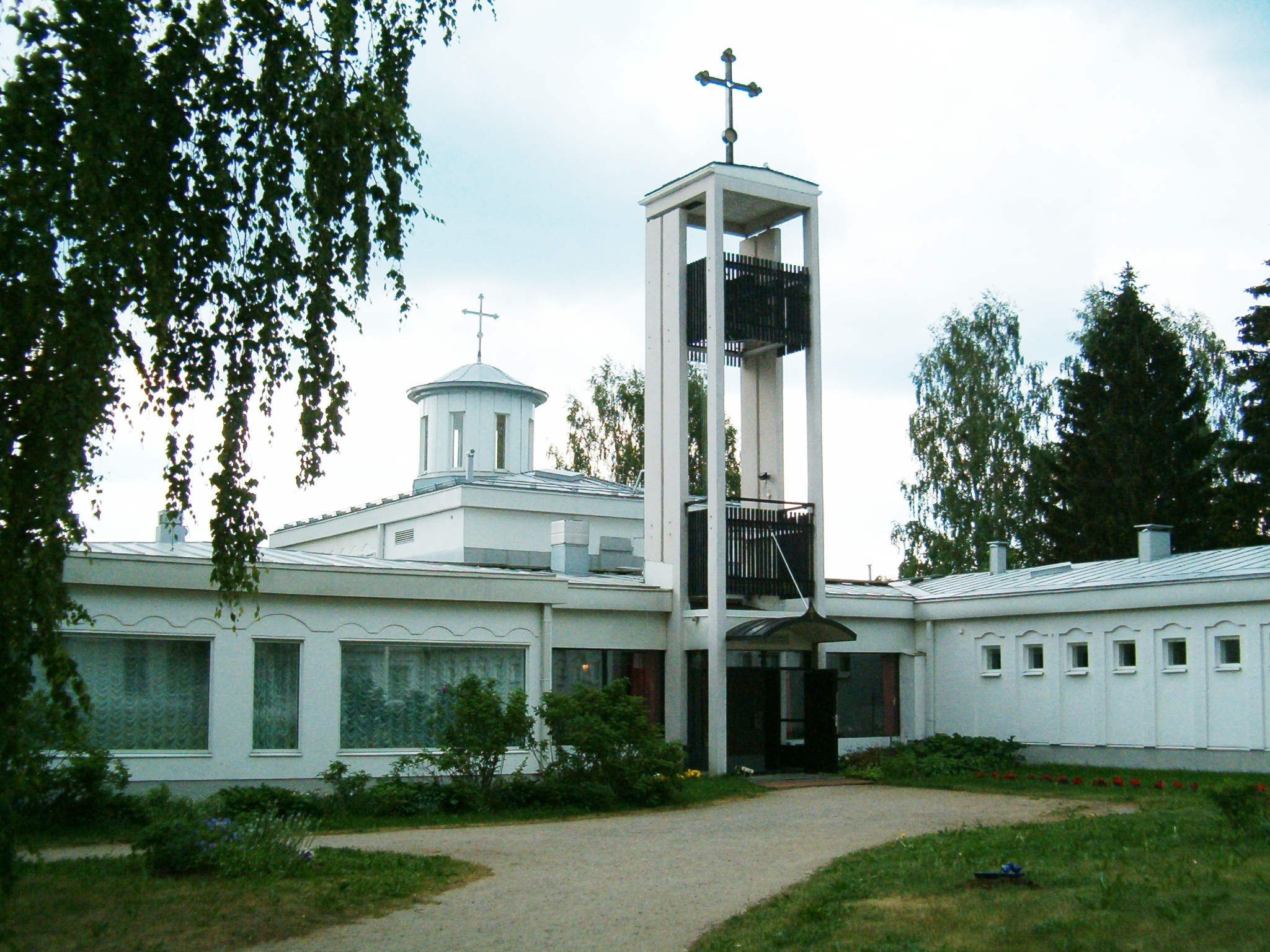
林圖拉聖三一女修道院聖堂

芬蘭唯一一所東正教男修道院—瓦拉莫修道院—位於黑奈韋西。而該國唯一一所女修道院—林圖拉聖三一女修道院—則位於黑奈韋西市镇的帕洛基村庄，距離男修道院十多公里。兩家修道院都是在二次大戰時期建立，收容被劃入蘇聯範圍內的卡累利阿和佩琴加地區的修道者。在芬蘭正教會的友好支持下，另一家名為波克羅瓦兄弟会（Pokrovan veljestö ry）的私立修道道院在2000年成立於基爾科努米，有兩名常住修道者。

## 附屬組織

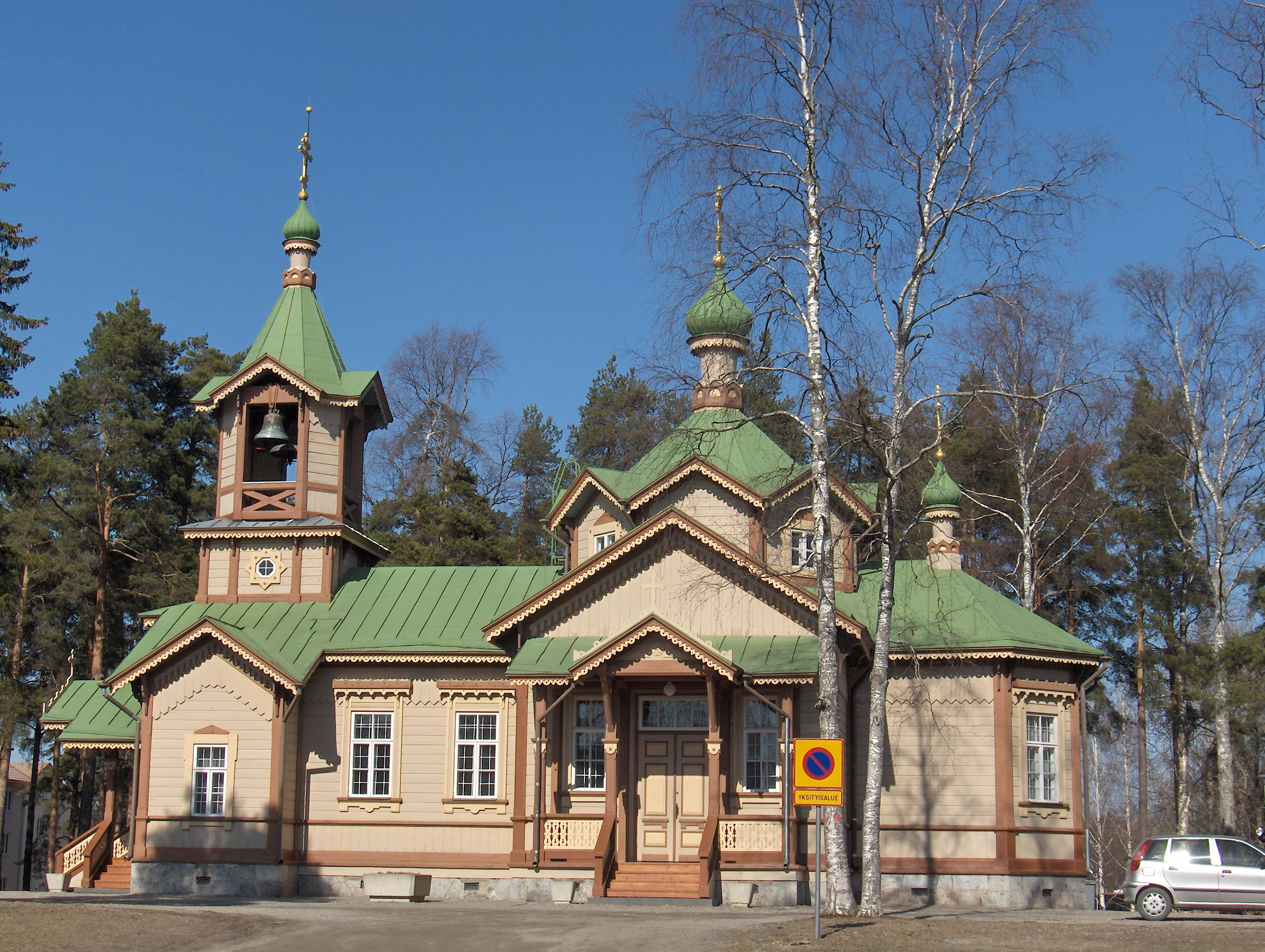
約恩蘇聖尼古拉堂（1887），被認為是芬蘭最有特色的正教教堂

下為芬蘭正教會屬下或以其名義成立的組織：
- 聖謝爾蓋和聖赫爾曼團體
- 東正教青年會
- 東正教傳教團
- 東正教學生協團
- 芬蘭東正教教師協會（Suomen ortodoksisten opettajien liitto ry）[29]
- 東正教司鐸協會
- 東正教領唱員協會
- 東正教聖像畫家協會（Suomen ikonimaalarit ry）[30]
- Ortaid –芬蘭東正教救助團

### 傳教團
芬蘭正教會於1977年成立了名為「東正教傳教團」（Ortodoksinen Lähetys ry）的傳教團，主要在東非活動。

## 瞻禮
芬蘭正教會根據格里曆在決定復活節的日期，這與其他正教會不同。

## 教堂建築

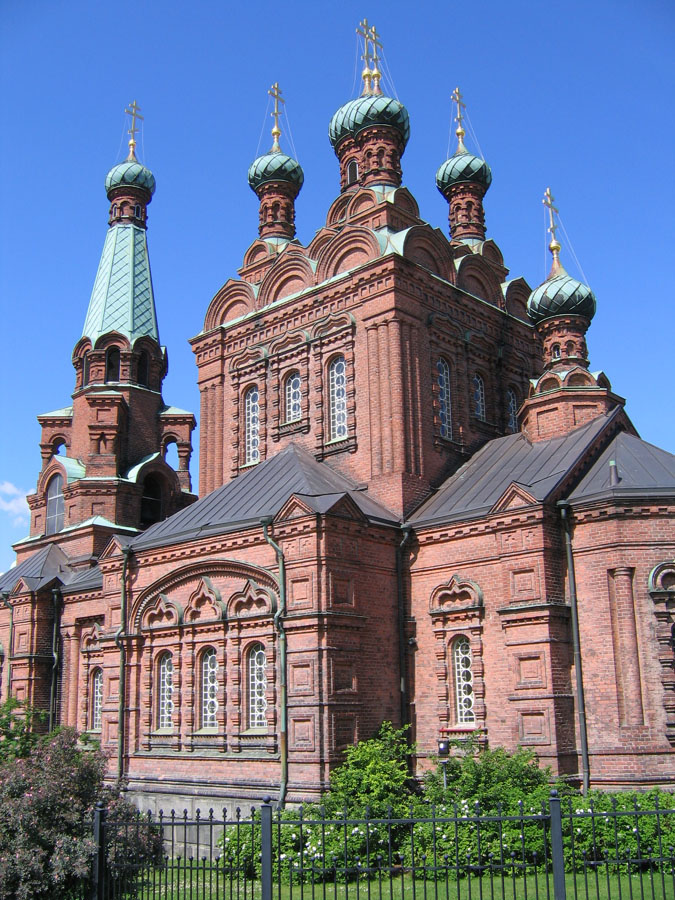
坦佩雷的教堂，建於19世紀後期

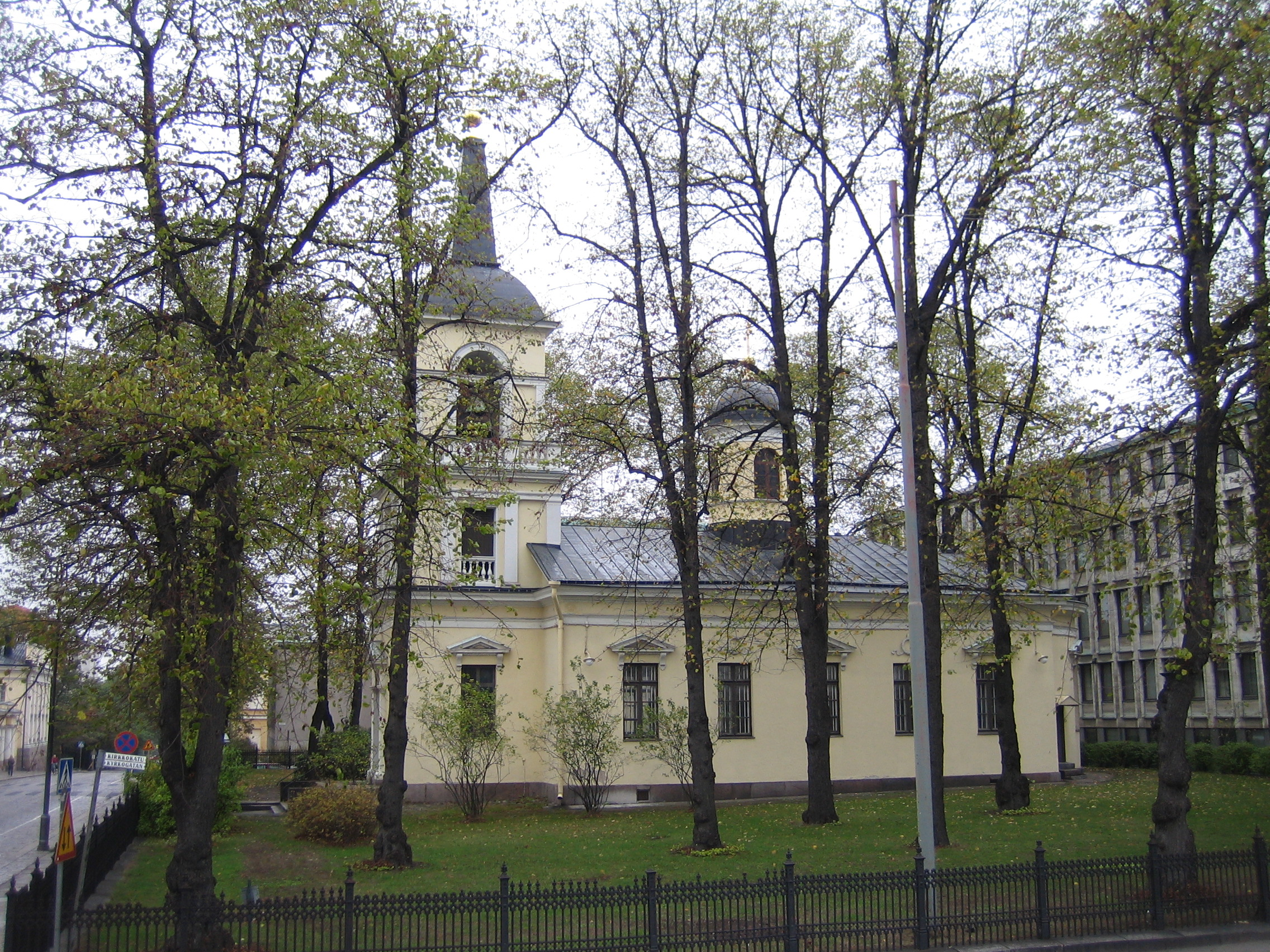
赫爾辛基聖三一堂

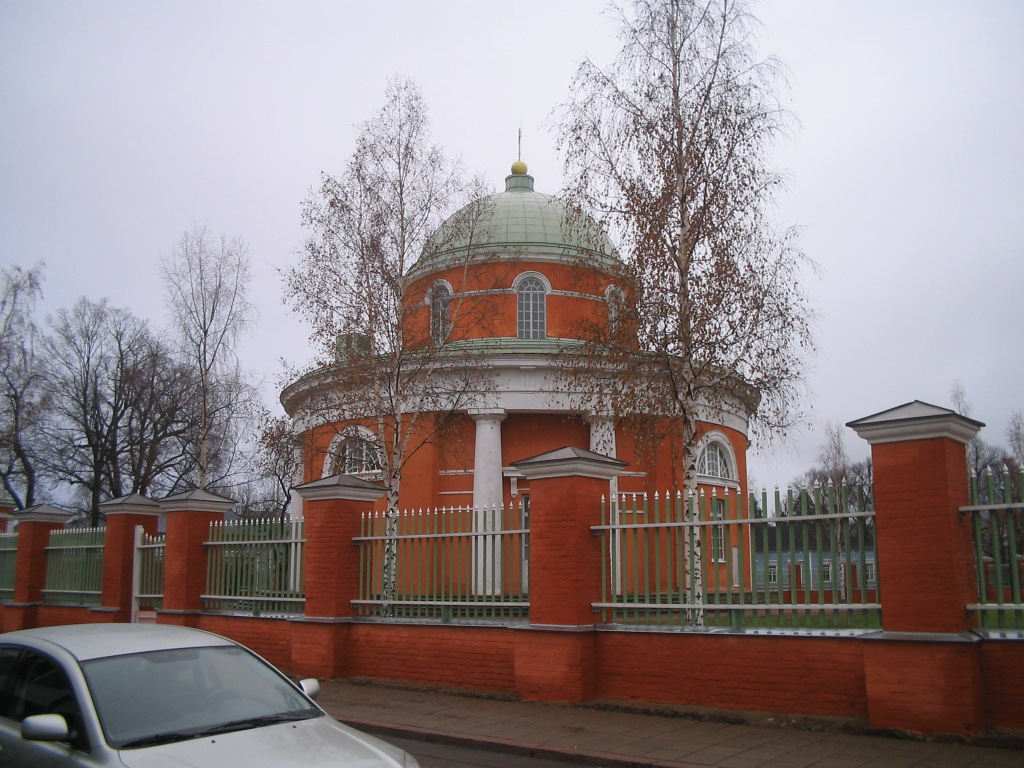
哈米納的圓形聖堂

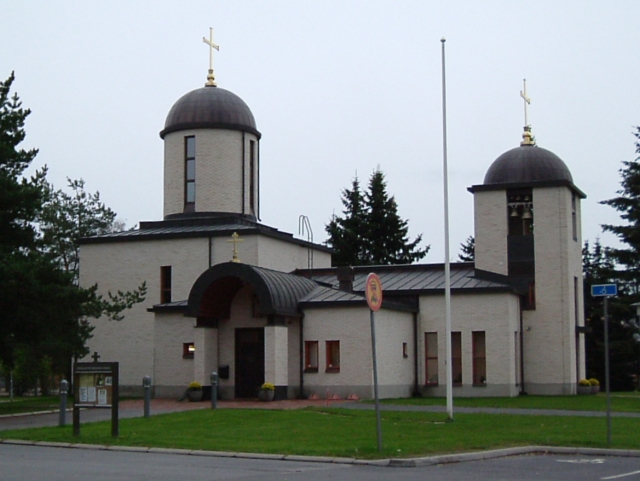
波里的小聖堂

芬蘭的東正教聖堂多數比較細小。少數規模較大的建於19世紀，當時芬蘭仍然是沙俄之下的自治大公國，而沙皇是芬蘭大公。那個時期在赫爾辛基興建的著名聖堂包括聖母安息主教座堂（1864）和聖三一堂（1826）。芬蘭最古老的正教教堂是位於拉彭蘭塔、1782—1785年間興建的童貞聖母堂。
位於哈米納、以諧和為特色的聖伯多祿和聖保祿堂完成於1837年。教堂建基於新古典主義並輔以拜占庭元素，外面是一個圓頂，內部呈十字形。聖堂鐘樓是在1862年以新拜占庭風格興建的。
坦佩雷教堂完成於1896年，屬俄羅斯浪漫主義風格，飾以洋蔥形圓頂。教堂的設計圖由俄軍的建築師T.U. Jasikov繪制。教堂於1899年舉行獻堂式，紀念聖亞歷山大·涅夫斯基，一位在1240年和1242年先後擊敗瑞典和條頓騎士團的大诺夫哥罗德公爵。他也因此被奉為保衛國家的聖人。沙皇尼古拉二世捐贈了教堂的鐘。教堂在1918年內戰期間遭受嚴重破壞；重建耗費經年。芬蘭獨立後，聖堂改為獻於尚武意義較小的聖尼古拉。
至今新的正教聖堂仍在興建中。最近興建的包括位於波里的聖若望堂，2002年完工。

## 芬蘭的俄羅斯正教會
俄羅斯正教會在芬蘭有二千名信眾，分為兩個堂區，也曾有建立一個獨立教區的計劃。共有五家聖堂和小堂。
聖尼古拉堂區（芬蘭語：Ortodoksinen Pyhän Nikolauksen Seurakunta）位居赫爾辛基，是兩個堂區較大的一個：有一千五百名信眾，當中大約七成為芬蘭人。堂區始於1927年。
代禱堂區（Ortodoksinen Pokrovan seurakunta）源自1920年代維堡的私立東正教協會（Yksityinen kreikkalais-katolinen yhdyskunta Viipurissa），2004年正式成立，同樣位於赫爾辛基。目前有三百五十名信眾。兩個堂區分別註冊為兩個團體。
和芬蘭正教會不同，芬蘭的俄羅斯正教會採用儒略曆。

## 歷任大主教

### 莫斯科牧首時期
- 安多尼（Antoniy，1892–1898）
- 尼古拉（Nikolay，1899–1905）
- 謝爾蓋（Sergiy，1905–1917）
- 色辣芬（Serafim，1918–1923）1918年起為芬蘭主教，1921起為大主教。[40]

### 君士坦丁堡牧首時期
- 赫爾曼（Herman，1923–1960）
- 保祿（Paavali，1960–1987）
- 若望（Johannes，1987–2001）
- 利奧（英语：Leo Makkonen）（Leo，2001-）